# Lianhu
Lianhu léase Lián-Ju (en chino: 莲湖区, pinyin:Liánhú qū, lit: lago loto) es un distrito urbano bajo la administración directa de la subprovincia de Xi'an. Se ubica al sureste de la provincia de Shaanxi, este de la República Popular China. Su área es de 42 km² y su población total para 2015 fue +700 mil habitantes.

## Administración
El distrito de Lianhu se divide en 9 pueblos que se administran en subdistritos